# A Kaposvári Rákóczi FC 2013–2014-es szezonja
Ez a szócikk a Kaposvári Rákóczi FC 2013–2014-es szezonjáról szól, mely sorozatban a 10., összességében pedig a 15. idénye a csapatnak a magyar NB Iben. A klub fennállásának ekkor volt a 90. évfordulója. A szezon 2013 júliusában kezdődött, és 2014 májusában ér majd véget.

## Statisztikák
Utolsó elszámolt mérkőzés dátuma: 2014. március 22.

### Kiírások
| Kiírás        | Statisztikák | Statisztikák | Statisztikák | Statisztikák | Statisztikák | Statisztikák | Kezdő forduló | Végső forduló/ helyezés | Mérkőzések dátumai | Mérkőzések dátumai |
| Kiírás        | M            | GY           | D            | V            | LG–KG        | GK           | Kezdő forduló | Végső forduló/ helyezés | Első               | Utolsó             |
| ------------- | ------------ | ------------ | ------------ | ------------ | ------------ | ------------ | ------------- | ----------------------- | ------------------ | ------------------ |
| OTP Bank Liga | 21           | 2            | 6            | 13           | 18–41        | –23          | —             |                         | 2013. 07. 28.      | 2014. 03. 22.      |
| Magyar kupa   | 3            | 1            | 0            | 2            | 8–4          | +4           | 4. forduló    | Nyolcaddöntő            | 2013. 10. 29.      | 2013. 12. 04.      |
| Ligakupa      | 8            | 5            | 1            | 2            | 20–8         | +12          | Csoportkör    | Nyolcaddöntő            | 2013. 09. 04.      | 2014. 03. 04.      |

## OTP Bank Liga

### Mérkőzések
| 1. forduló 2013. július 28. 20:30 |

| Debreceni VSC | 7 – 1               | Kaposvári Rákóczi               |
| --- | ------------------- | ------------------------------- |
| Sidibe 13' (11-esből) Korhut 38' Kulcsár 50' Jánvári 53' (öngól) Ferenczi 70' 16' Horváth 78' Zsidai 87' 31' Morozov 71' Lázár 90' | (2 – 1) Jegyzőkönyv | Vručina 8' Kovács 12′ Babić 48' |

| Oláh Gábor utca, Debrecen Nézőszám: 3 000 Játékvezető: Farkas Ádám (magyar) |

| 2. forduló 2013. augusztus 3. 19:00 |

| Kaposvári Rákóczi        | 1 – 2               | Kecskeméti TE                                   |
| ------------------------ | ------------------- | ----------------------------------------------- |
| Petrache 21' Jánvári 63' | (1 – 2) Jegyzőkönyv | Mogyorósi 6' Forró 33' Vukasovic 23' Rajczi 89' |

| Rákóczi Stadion, Kaposvár Nézőszám: 1 500 Játékvezető: Erdős József (magyar) |

| 3. forduló 2013. augusztus 10. 19:00 |

| Lombard Pápa                                                    | 1 – 0               | Kaposvári Rákóczi                                                 |
| --------------------------------------------------------------- | ------------------- | ----------------------------------------------------------------- |
| Addo 19' (öngól) Rodenbücher 27' Nagy 66' Tóth B. 70' Szabó 87' | (1 – 0) Jegyzőkönyv | Okuka 40' Addo 44' Babić 53' Petrache 55' Jánvári 86' Waltner 88' |

| Perutz Stadion, Pápa Nézőszám: 2 000 Játékvezető: Becséri Dániel (magyar) |

| 4. forduló 2013. augusztus 16. 19:00 |

| Kaposvári Rákóczi                                                    | 2 – 2               | Újpest                                                           |
| -------------------------------------------------------------------- | ------------------- | ---------------------------------------------------------------- |
| Petrache 68' Thian 81' 71' Oláh 3' Kovács 53' Addo 85' Vručina 90+2' | (0 – 1) Jegyzőkönyv | Vasiljević 44' (11-esből) Lázár 87' Litauszki 63' Tshibuabua 75' |

| Rákóczi Stadion, Kaposvár Nézőszám: 1 800 Játékvezető: Szabó Zsolt (magyar) |

| 5. forduló 2013. augusztus 24. 19:00 |

| Puskás Akadémia          | 1 – 0               | Kaposvári Rákóczi |
| ------------------------ | ------------------- | ----------------- |
| Tischler 90' Zsolnai 87' | (0 – 0) Jegyzőkönyv | Babić 90+3'       |

| Sóstói Stadion, Székesfehérvár Nézőszám: 500 Játékvezető: Bognár Tamás (magyar) |

| 6. forduló 2013. szeptember 1. 18:30 |

| Kaposvári Rákóczi                 | 0 – 4               | Budapest Honvéd                                                       |
| --------------------------------- | ------------------- | --------------------------------------------------------------------- |
| Kovács 14' Petrache 47' Okuka 67' | (0 – 1) Jegyzőkönyv | Vécsei 4' Vernes 48' (11-esből) Holender 61' Lovrić 65' Alcibiade 86' |

| Rákóczi Stadion, Kaposvár Nézőszám: 2 000 Játékvezető: Solymosi Péter (magyar) |

| 7. forduló 2013. szeptember 13. 19:00 |

| Paksi FC                                       | 2 – 0               | Kaposvári Rákóczi                              |
| ---------------------------------------------- | ------------------- | ---------------------------------------------- |
| Windecker 41' Simon 78' 44' Fiola 16' Éger 53' | (1 – 0) Jegyzőkönyv | Balázs 17' Addo 38' Waltner 39′, 53′ Babić 72' |

| Fehérvári út, Paks Nézőszám: 500 Játékvezető: Farkas Ádám (magyar) |

| 8. forduló 2013. szeptember 21. 18:00 |

| Mezőkövesd–Zsóry                    | 1 – 3               | Kaposvári Rákóczi                                                  |
| ----------------------------------- | ------------------- | ------------------------------------------------------------------ |
| Harsányi 90+2' (11-esből) Gévay 57' | (0 – 2) Jegyzőkönyv | Thian 2' 37' Mărkuș 4' 44' Balázs 59' Lucas 85' Ranilovič 87′, 90′ |

| Városi stadion, Mezőkövesd Nézőszám: 2 500 Játékvezető: Becséri Dániel (magyar) |

| 9. forduló 2013. szeptember 28. 16:00 |

| Kaposvári Rákóczi                         | 0 – 2               | Diósgyőr                                        |
| ----------------------------------------- | ------------------- | ----------------------------------------------- |
| Coroian 31' Okuka 45' Zámbó 60' Babić 62' | (0 – 1) Jegyzőkönyv | Nikházi 3' 70' Barczi 11' Futács 59' Vadász 80' |

| Rákóczi Stadion, Kaposvár Nézőszám: 1 300 Játékvezető: Szabó Zsolt (magyar) |

| 10. forduló 2013. október 5. 20:00 |

| Haladás                                                           | 4 – 1               | Kaposvári Rákóczi |
| ----------------------------------------------------------------- | ------------------- | ----------------- |
| Halmosi 5' Radó 50' 80' (11-esből) Fehér 83' Bošnjak 21' Nagy 47' | (1 – 1) Jegyzőkönyv | Lucas 37'         |

| Rohonci út, Szombathely Nézőszám: 1 780 Játékvezető: Németh Ádám (magyar) |

| 11. forduló 2013. október 20. 18:30 |

| Kaposvári Rákóczi                          | 1 – 1               | Ferencváros        |
| ------------------------------------------ | ------------------- | ------------------ |
| Mărkuș 57' Zámbó 11' Addo 90+3' Bőle 90+3' | (0 – 0) Jegyzőkönyv | Böde 89' Čukić 13' |

| Rákóczi Stadion, Kaposvár Nézőszám: 3 000 Játékvezető: Erdős József (magyar) |

| 12. forduló 2013. október 26. 16:00 |

| Pécsi MFC                                                            | 3 – 1               | Kaposvári Rákóczi                                   |
| -------------------------------------------------------------------- | ------------------- | --------------------------------------------------- |
| Szatmári 50' Koller 66' 80' Balogh 20' Rácz 28' Grumić 29' Fodor 57' | (0 – 0) Jegyzőkönyv | Waltner 84' Bőle 41' Babić 85' Okuka 85' Addo 90+2' |

| PMFC Stadion, Pécs Nézőszám: 800 Játékvezető: Vad II. István (magyar) |

| 13. forduló 2013. november 2. 16:00 |

| Kaposvári Rákóczi                      | 1 – 0               | Videoton                                               |
| -------------------------------------- | ------------------- | ------------------------------------------------------ |
| Waltner 69' (11-esből) 84' Posza 90+2' | (0 – 0) Jegyzőkönyv | Nikolics N. 63' Szolnoki 68' Caneira 83' Stopira 90+1' |

| Rákóczi Stadion, Kaposvár Nézőszám: 1 300 Játékvezető: Németh Ádám (magyar) |

| 14. forduló 2013. november 9. 16:00 |

| Győri ETO               | 1 – 0               | Kaposvári Rákóczi     |
| ----------------------- | ------------------- | --------------------- |
| Lipták 65' Burgos 90+1' | (0 – 0) Jegyzőkönyv | Kovács 70' Földes 78' |

| ETO Park, Győr Nézőszám: 1 300 Játékvezető: Becséri Dániel (magyar) |

| 15. forduló 2013. november 23. 16:00 |

| Kaposvári Rákóczi                                               | 2 – 2               | MTK Budapest                   |
| --------------------------------------------------------------- | ------------------- | ------------------------------ |
| Babić 58' Mărkuș 83' Zámbó 19' Balázs 43' Bőle 70' Földes 90+1' | (0 – 2) Jegyzőkönyv | Kanta 5' Eppel 30' Ladányi 89' |

| Rákóczi Stadion, Kaposvár Nézőszám: 1 200 Játékvezető: Andó-Szabó Sándor (magyar) |

| 16. forduló 2013. november 30. 14:00 |

| Kaposvári Rákóczi                  | 1 – 2                         | Debreceni VSC                 |
| ---------------------------------- | ----------------------------- | ----------------------------- |
| Waltner 69' Coroian 41' Földes 48' | (0 – 1) Jegyzőkönyv Részletek | Ludánszki 37' Bouadla 82' 57' |

| Rákóczi Stadion, Debrecen Nézőszám: 1 000 Játékvezető: Bognár Tamás (magyar) |

| 17. forduló 2013. december 7. 16:00 |

| Kecskeméti TE                                      | 2 – 1               | Kaposvári Rákóczi                                                 |
| -------------------------------------------------- | ------------------- | ----------------------------------------------------------------- |
| Kovács 1' (öngól) Gréczi 21' Patvaros 52' Nagy 77' | (2 – 1) Jegyzőkönyv | Thian 38' Zámbó 8' Kovács 51' Petrache 78' Coroian 80' Földes 85' |

| Széktói Stadion, Kecskemét Nézőszám: 300 Játékvezető: Becséri Dániel (magyar) |

| 18. forduló 2014. március 1. 16:00 |

| Kaposvári Rákóczi    | 1 – 1               | Lombard Pápa                           |
| -------------------- | ------------------- | -------------------------------------- |
| Balázs 32' Okuka 90' | (1 – 0) Jegyzőkönyv | Kenesei 84' 75' Németh 24' Tóth G. 67' |

| Rákóczi Stadion, Kaposvár Játékvezető: Fábián Mihály (magyar) |

| 19. forduló 2014. március 8. 18:00 |

| Újpest                                                                  | 1 – 1                         | Kaposvári Rákóczi                                      |
| ----------------------------------------------------------------------- | ----------------------------- | ------------------------------------------------------ |
| Lázár 20' Ngawa 18′, 42′ Vasiljević 45' Stanisavljević 58' Sanković 60' | (1 – 1) Jegyzőkönyv Részletek | Kink 27' Mulemo 44' Lebbihi 62' Florean 65' Kovács 86' |

| Szusza Ferenc Stadion, Budapest Nézőszám: 2311 Játékvezető: Iványi Zoltán (magyar) |

| 20. forduló 2014. március 16. 16:30 |

| Kaposvári Rákóczi                             | 1 – 1                         | Puskás Akadémia      |
| --------------------------------------------- | ----------------------------- | -------------------- |
| Kink 57' Firțulescu 31' Okuka 58' Murai S 76' | (0 – 1) Jegyzőkönyv Részletek | Lencse 32' Vaskó 20' |

| Rákóczi Stadion, Kaposvár Nézőszám: 1500 Játékvezető: Solymosi Péter (magyar) |

| 21. forduló 2014. március 22. 18:00 |

| Budapest Honvéd                             | 1 – 0               | Kaposvári Rákóczi                                           |
| ------------------------------------------- | ------------------- | ----------------------------------------------------------- |
| Holender 23' 38' Diarra 77' Živanović 90+4' | (1 – 0) Jegyzőkönyv | Kovács 24' Mulemo 34' Kink 57' Okuka 90+4' Firțulescu 90+4' |

| Bozsik József Stadion, Budapest Játékvezető: Farkas Ádám (magyar) |

### A bajnokság végeredménye
| #   | Csapat                 | M  | GY | D  | V  | G+ – G– | GK  | P  | Megjegyzések                                   |
| --- | ---------------------- | -- | -- | -- | -- | ------- | --- | -- | ---------------------------------------------- |
| 1.  | DVSC–TEVA (B)          | 30 | 18 | 8  | 4  | 66–33   | +33 | 62 | 2014–2015-ös Bajnokok Ligája – 2. selejtezőkör |
| 2.  | Győri ETO FC CV (I)    | 30 | 18 | 8  | 4  | 58–32   | +26 | 62 | 2014–2015-ös Európa-liga – 2. selejtezőkör     |
| 3.  | Ferencvárosi TC (I)    | 30 | 17 | 6  | 7  | 47–33   | +14 | 57 | 2014–2015-ös Európa-liga – 1. selejtezőkör     |
| 4.  | Videoton FC            | 30 | 15 | 8  | 7  | 52–31   | +21 | 53 |                                                |
| 5.  | Diósgyőri VTK (I)      | 30 | 12 | 11 | 7  | 45–38   | +7  | 47 | 2014–2015-ös Európa-liga – 1. selejtezőkör     |
| 6.  | Szombathelyi Haladás   | 30 | 12 | 10 | 8  | 37–31   | +6  | 46 |                                                |
| 7.  | Pécsi MFC–Matias       | 30 | 12 | 9  | 9  | 41–38   | +3  | 45 |                                                |
| 8.  | MTK Budapest FC        | 30 | 11 | 7  | 12 | 42–36   | +6  | 40 |                                                |
| 9.  | Budapest Honvéd FC     | 30 | 10 | 6  | 14 | 37–39   | −2  | 36 |                                                |
| 10. | Kecskeméti TE          | 30 | 9  | 9  | 12 | 36–51   | −15 | 36 |                                                |
| 11. | MVM–Paks               | 30 | 8  | 10 | 12 | 39–42   | −3  | 34 |                                                |
| 12. | Lombard Pápa Termál FC | 30 | 9  | 6  | 15 | 32–50   | −18 | 33 |                                                |
| 13. | Újpest FC (KGY)        | 30 | 8  | 8  | 14 | 46–51   | −5  | 32 |                                                |
| 14. | Puskás Akadémia FC Ú   | 30 | 8  | 7  | 15 | 36–51   | −15 | 31 |                                                |
| 15. | Mezőkövesd-Zsóry FC Ú  | 30 | 6  | 6  | 18 | 27–52   | −25 | 24 | NB II                                          |
| 16. | Kaposvári Rákóczi FC   | 30 | 4  | 7  | 19 | 21–54   | −33 | 19 | NB II                                          |

Utolsó frissítés: 2014. június 1. 
Forrás: MLSZ adatbank 
A rangsorolás alapszabályai: 1. összpontszám, 2. győzelmek száma, 3. gólkülönbség, 4. szerzett gólok száma, 5. egymás elleni eredmények összpontszáma,  6. egymás elleni eredmények gólkülönbsége, 7. egymás elleni eredmények szerzett góljainak száma, 8. egymás elleni eredmények idegenben szerzett góljainak száma.
(B): Bajnokcsapat, (K): Kieső csapat, (F): Feljutó csapat, (I): Kupainduló, (R): A rájátszás győztese, (KGY): Kupagyőztes

### Eredmények összesítése
Az alábbi táblázatban összesítve szerepelnek a Kaposvári Rákóczi FC 2013/14-es bajnokságban elért eredményei.
| Ősz/tavasz (forduló)    | Otthon | Otthon | Otthon | Otthon | Otthon | Otthon | Otthon | Idegenben | Idegenben | Idegenben | Idegenben | Idegenben | Idegenben | Idegenben |
| Ősz/tavasz (forduló)    | M      | GY     | D      | V      | LG–KG  | GK     | P      | M         | GY        | D         | V         | LG–KG     | GK        | P         |
| ----------------------- | ------ | ------ | ------ | ------ | ------ | ------ | ------ | --------- | --------- | --------- | --------- | --------- | --------- | --------- |
| Őszi szezon (1–17.)     | 8      | 1      | 3      | 4      | 8–15   | –7     | 6      | 9         | 1         | 0         | 8         | 7–22      | –15       | 3         |
| Tavaszi szezon (18–30.) | 2      | 0      | 2      | 0      | 2–2    | 0      | 2      | 2         | 0         | 1         | 1         | 1–2       | –1        | 1         |
| Összesen (1–30.)        | 10     | 1      | 5      | 4      | 10–17  | –7     | 8      | 11        | 1         | 1         | 9         | 8–24      | –16       | 4         |

### Helyezések fordulónként
| Forduló  | 1  | 2  | 3  | 4  | 5  | 6  | 7  | 8  | 9  | 10 | 11 | 12 | 13 | 14 | 15 | 16 | 17 | 18 | 19 | 20 | 21 | 22 | 23 | 24 | 25 | 26 | 27 | 28 | 29 | 30 |
| -------- | -- | -- | -- | -- | -- | -- | -- | -- | -- | -- | -- | -- | -- | -- | -- | -- | -- | -- | -- | -- | -- | -- | -- | -- | -- | -- | -- | -- | -- | -- |
| Helyszín | I  | O  | I  | O  | I  | O  | I  | I  | O  | I  | O  | I  | O  | I  | O  | O  | I  | O  | I  | O  | I  |    |    |    |    |    |    |    |    |    |
| Eredmény | V  | V  | V  | D  | V  | V  | V  | GY | V  | V  | D  | V  | GY | V  | D  | V  | V  | D  | D  | D  | V  |    |    |    |    |    |    |    |    |    |
| Helyezés | 16 | 16 | 16 | 16 | 16 | 16 | 16 | 16 | 16 | 16 | 16 | 16 | 16 | 16 | 16 | 16 | 16 | 16 | 16 | 16 | 16 |    |    |    |    |    |    |    |    |    |

Helyszín: O = Otthon; I = Idegenben. Eredmény: GY = Győzelem; D = Döntetlen; V = Vereség.

## Magyar kupa
4. forduló
| 2013. október 29. 12:30 |

| FC Ajka                          | 0 – 6               | Kaposvári Rákóczi                                  |
| -------------------------------- | ------------------- | -------------------------------------------------- |
| Domján 48' Köles 58' Horváth 82' | (0 – 4) Jegyzőkönyv | Waltner 4' 41' 45' Balázs 36' Thian 55' Jammeh 65' |

| Ajka Nézőszám: 200 Játékvezető: Berke Balázs (magyar) |

Nyolcaddöntő
| 2013. november 27. 17:00 |

| Kaposvári Rákóczi                        | 1 – 2               | Győri ETO                                   |
| ---------------------------------------- | ------------------- | ------------------------------------------- |
| Oláh 71' Albert 13' Addo 27' Vručina 40' | (0 – 0) Jegyzőkönyv | Střeštík 59' Jánvári 64' (öngól) Kamber 32' |

| Rákóczi Stadion, Kaposvár Nézőszám: 500 Játékvezető: Erdős József (magyar) |

| 2013. december 4. 18:00 |

| Győri ETO                                      | 2 – 1               | Kaposvári Rákóczi                            |
| ---------------------------------------------- | ------------------- | -------------------------------------------- |
| Rudolf 15' Střeštík 90+1' Kalmár 37' Lázok 49' | (1 – 1) Jegyzőkönyv | Pavlović 41' Babić 5' Petrache 27' Okuka 85' |

| ETO Park, Győr Nézőszám: 300 Játékvezető: Vad II. István (magyar) |

## Ligakupa

### Csoportkör (H csoport)
| 1. forduló 2013. szeptember 4. 17:00 |

| Kaposvári Rákóczi                                             | 3 – 0               | BFC Siófok              |
| ------------------------------------------------------------- | ------------------- | ----------------------- |
| Waltner 60' Pécseli 61' (öngól) Balázs 78' Bőle 30' Okuka 43' | (0 – 0) Jegyzőkönyv | Menyhárt 61' Mester 68' |

| Rákóczi Stadion, Kaposvár Nézőszám: 100 Játékvezető: Botló Béla (magyar) |

| 2. forduló 2013. szeptember 11. 17:30 |

| Zalaegerszegi TE | 0 – 3               | Kaposvári Rákóczi                         |
| ---------------- | ------------------- | ----------------------------------------- |
|                  | (0 – 2) Jegyzőkönyv | Dominić 5' Lucas 41' Vručina 61' Oláh 71' |

| ZTE Aréna, Zalaegerszeg Nézőszám: 250 Játékvezető: Kovács J. Zoltán (magyar) |

| 3. forduló 2013. október 9. 18:00 |

| Pécsi MFC                                   | 2 – 0               | Kaposvári Rákóczi      |
| ------------------------------------------- | ------------------- | ---------------------- |
| Wittrédi 19' Rácz 90+2' Mohl 16' Koller 36' | (1 – 0) Jegyzőkönyv | Petrache 63' Lucas 75' |

| PMFC Stadion, Pécs Nézőszám: 300 Játékvezető: Böcskei Balázs (magyar) |

| 4. forduló 2013. október 16. 16:00 |

| Kaposvári Rákóczi                     | 2 – 1               | Pécsi MFC                         |
| ------------------------------------- | ------------------- | --------------------------------- |
| Dominić 64' 78' Jánvári 12' Böjte 54' | (0 – 0) Jegyzőkönyv | Pölöskey 61' Deutsch 63' Rácz 85' |

| Rákóczi Stadion, Kaposvár Nézőszám: 150 Játékvezető: Berke Balázs (magyar) |

| 5. forduló 2013. november 13. 13:00 |

| Kaposvári Rákóczi                                         | 4 – 0               | Zalaegerszeg |
| --------------------------------------------------------- | ------------------- | ------------ |
| Dominić 10' Mărkuș 40' 53' Vručina 69' Oláh 24' Böjte 43' | (2 – 0) Jegyzőkönyv |              |

| Rákóczi Stadion, Kaposvár Nézőszám: 100 Játékvezető: Gaál Gyöngyi (magyar) |

| 6. forduló 2013. november 20. 13:00 |

| BFC Siófok | 1 – 7               | Kaposvári Rákóczi                                                       |
| ---------- | ------------------- | ----------------------------------------------------------------------- |
| Gárdos 44' | (1 – 4) Jegyzőkönyv | Lucas 17' Petrache 30' 70' Murai 33' Jammeh 39' Horváth 59' Vručina 87' |

| Révész Géza utcai stadion, Siófok Nézőszám: 50 Játékvezető: Berke Balázs (magyar) |

### A H csoport végeredménye
| Csapat            | M | Gy | D | V | G+ | G– | Gk  | P  |
| ----------------- | - | -- | - | - | -- | -- | --- | -- |
| Kaposvári Rákóczi | 6 | 5  | 0 | 1 | 19 | 4  | +15 | 15 |
| Pécsi MFC         | 6 | 3  | 1 | 2 | 12 | 8  | +4  | 10 |
| Siófok            | 6 | 2  | 1 | 3 | 7  | 15 | –8  | 7  |
| ZTE               | 6 | 1  | 0 | 5 | 5  | 16 | –11 | 3  |

### Nyolcaddöntő
| Első mérkőzés 2014. február 26. 16:00 |

| Videoton                                   | 3 – 0               | Kaposvári Rákóczi               |
| ------------------------------------------ | ------------------- | ------------------------------- |
| Zé Luís 23' Nildo Petrolina 69' Lupeta 88' | (1 – 0) Jegyzőkönyv | Ella 20' Földes 79' Horváth 82' |

| Sóstói Stadion, Székesfehérvár Nézőszám: 1 300 Játékvezető: Pintér Csaba (magyar) |

| Visszavágó 2014. március 4. 13:30 |

| Kaposvári Rákóczi                              | 1 – 1               | Videoton              |
| ---------------------------------------------- | ------------------- | --------------------- |
| Murai S 50' Hadaró 14' Firțulescu 59' Addo 74' | (0 – 0) Jegyzőkönyv | Zé Luís 81' Hudák 41' |

| Rákóczi Stadion, Kaposvár Játékvezető: Kiss Norbert (magyar) |

## Felkészülési mérkőzések

### Nyár
| 2013. június 28. 19:00 |

| Kaposvári Rákóczi | 1 – 5               | Kubany Krasznodar                          |
| ----------------- | ------------------- | ------------------------------------------ |
| Pavlović 16'      | (1 – 4) Jegyzőkönyv | Ignatyev 27' 30' Özbiliz 35' Ureña 41' 85' |

| Szentelek, Ausztria Játékvezető: Helmut Lombik (osztrák) |

| 2013. július 2. 19:00 |

| Kaposvári Rákóczi | 3 – 1               | NK Zadar |
| ----------------- | ------------------- | -------- |
| Vručina Waltner   | (0 – 1) Jegyzőkönyv |          |

| Barkóc, Szlovénia Nézőszám: 150 Játékvezető: Tratnje (szlovén) |

| 2013. július 3. 19:00 |

| Kaposvári Rákóczi | 1 – 1               | Željezničar Sarajevo |
| ----------------- | ------------------- | -------------------- |
| Oláh 15'          | (1 – 1) Jegyzőkönyv | Sadiković 11'        |

| Barkóc, Szlovénia Nézőszám: 150 Játékvezető: Tratnje (szlovén) |

| 2013. július 5. |

| Pandurii Târgu Jiu          | 2 – 0               | Kaposvári Rákóczi |
| --------------------------- | ------------------- | ----------------- |
| Ciucur 13' Matulevičius 70' | (1 – 0) Jegyzőkönyv |                   |

| Pappelstadion, Nagymarton, Ausztria |

| 2013. július 7. |

| NK Osijek                | 2 – 1               | Kaposvári Rákóczi |
| ------------------------ | ------------------- | ----------------- |
| Škorić 32' Pongračić 90' | (1 – 0) Jegyzőkönyv | Vručina 68'       |

| Gradski vrt Stadion, Eszék, Horvátország Nézőszám: 1 000 |

| 2013. július 12. |

| Săgeata Năvodari | 1 – 1               | Kaposvári Rákóczi |
| ---------------- | ------------------- | ----------------- |
| N'Doye           | (0 – 1) Jegyzőkönyv | Pavlović          |

| Bécs, Ausztria |

| 2013. július 18. 19:00 |

| Kaposvári Rákóczi | 0 – 4               | Hapoel Ramat Gan Giv'atayim |
| ----------------- | ------------------- | --------------------------- |
|                   | (0 – 0) Jegyzőkönyv |                             |

| Bük |

| 2013. július 20. |

| Kaposvári Rákóczi | 1 – 1               | Antalyaspor |
| ----------------- | ------------------- | ----------- |
| Mărkuș 20'        | (1 – 1) Jegyzőkönyv |             |

| Muraszombat, Szlovénia |

| 2013. július 24. |

| Kaposvári Rákóczi | 0 – 2       | Hapoel Akko |
| ----------------- | ----------- | ----------- |
|                   | Jegyzőkönyv |             |

| Kaposvár |